# خارریختان
خارریختان (نام علمی: Acanthomorpha) نام یک بالاراسته از فرورده تکمیل‌استخوانان است.